# Фигероа, Франсиско де
Франсиско де Фигероа  (исп. Francisco de Figueroa; 1530, Алькала-де-Энарес —1588, там же) – испанский поэт эпохи Возрождения, прозванный el Divino («божественный»).
Последователь Ф. Петрарки.
Представитель Золотого века Испании.
Образование получил в университете родного города. Вступил в испанскую армию в Италии.
Принимал участие в войнах в Италии и Фландрии, приобрёл репутацию не только храброго воина, но и замечательного поэта, приводил в восторг товарищей своими пламенными, глубоко прочувствованными, изысканными стихами, которые из скромности сжигал.
Незадолго до смерти сжёг все свои стихи; но копии некоторых сохранились, которые впервые опубликовал дон Луис Трибальдос де Толедо (Lissab. 1625; перепечатанные в сборнике Рамона Фернандеса, (Madr. 1785 и 1804). Они состоят из сонетов, канцон, элегий и знаменитой эклоги «Тирси», поэтического псевдонима Фигероа, под которым Сервантес воспел его в «Галатее». 
Писал с одинаковым изяществом как на итальянском, так и на испанском языках. 
Фигероа был членом академий Рима, Болоньи и Сиены.